# Bystrá nad Jizerou
Bystrá nad Jizerou (en allemand : Bistra an der Iser) est une commune du district de Semily, dans la région de Liberec, en République tchèque. Sa population s'élevait à 122 habitants en 2021.

## Géographie
Bystrá nad Jizerou est arrosée par la Jizera et se trouve à 6 km à l'est de Semily, à 31 km au sud-est de Liberec et à 91 km au nord-est de Prague.

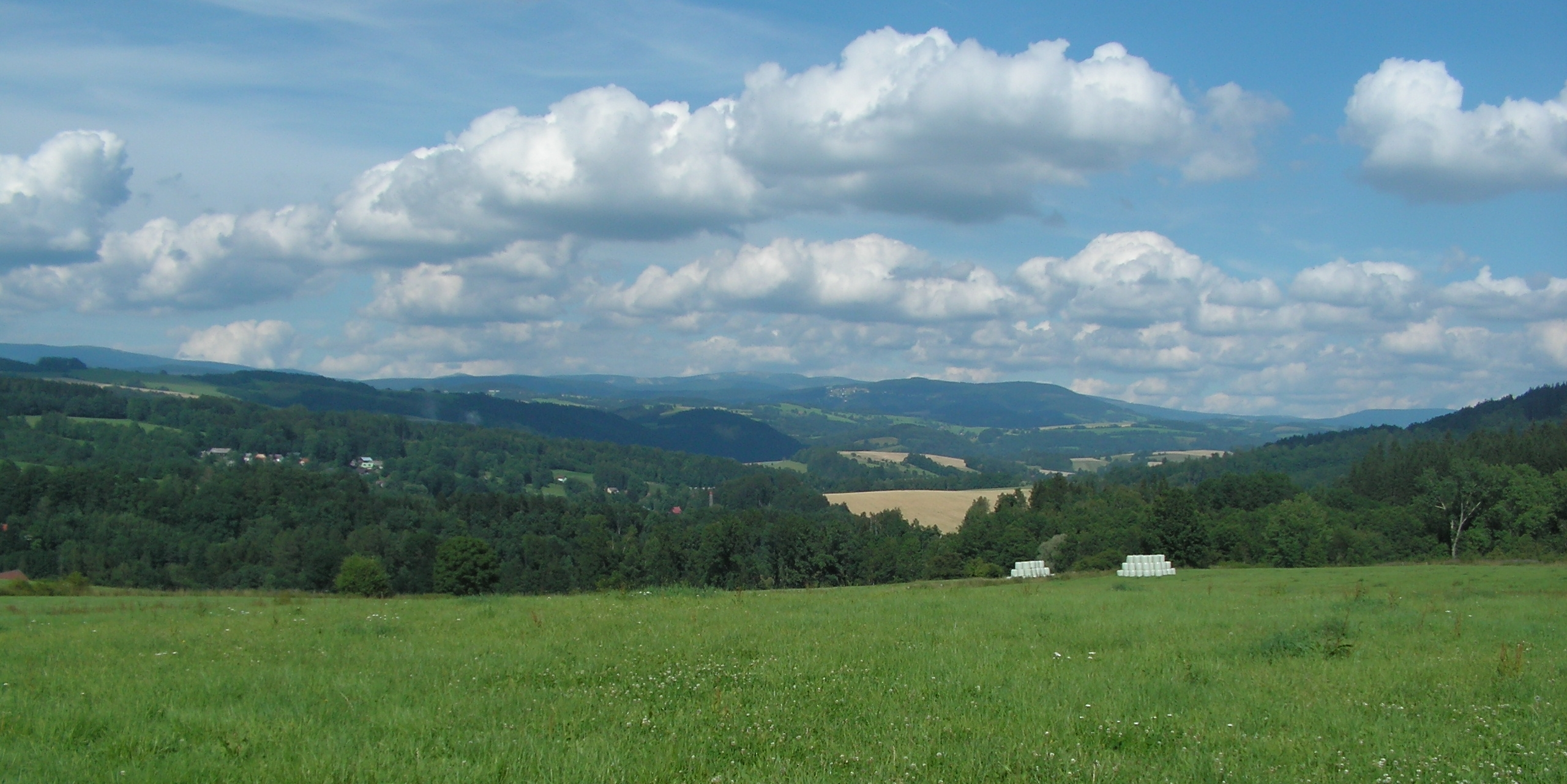
Panorama de Bystrá nad Jizerou.

La commune est limitée par Benešov u Semil au nord-ouest, par Háje nad Jizerou au nord et à l'est, et par Košťálov au sud et au sud-ouest.

## Histoire
La première mention écrite de la localité date de 1320.

## Galerie

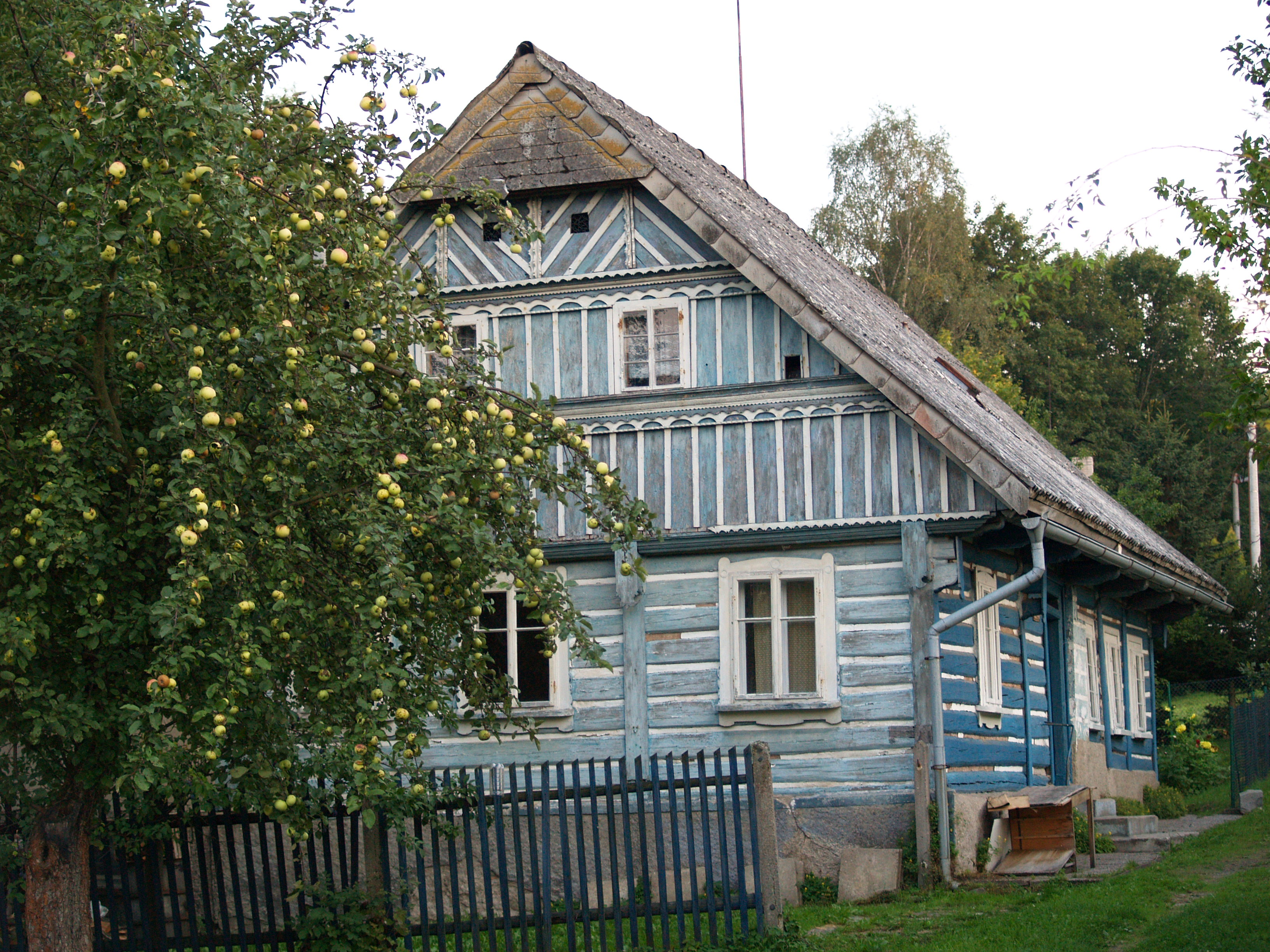
Architecture traditionnelle.
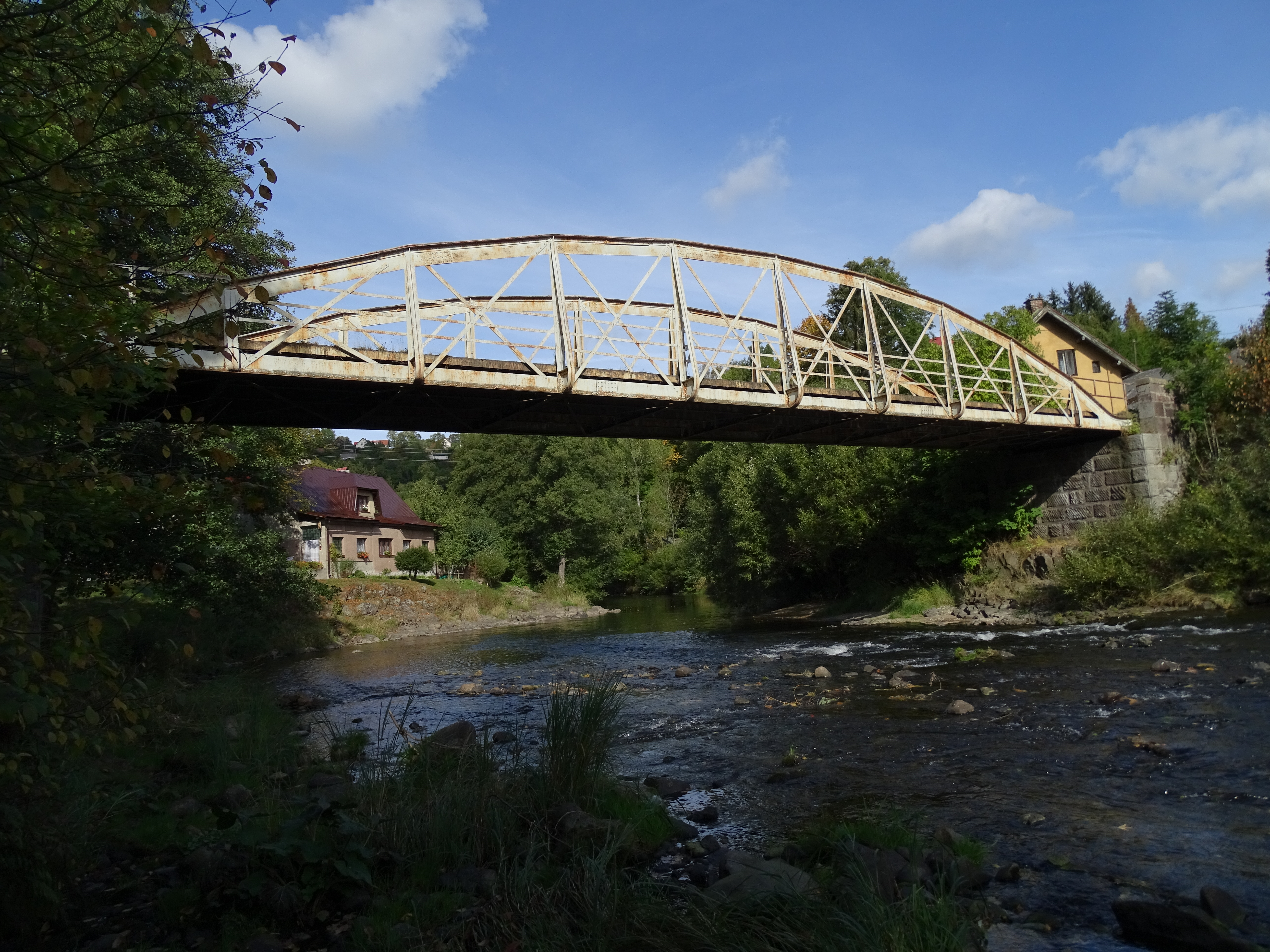
Pont routier sur la Jizera.

- un pont en bois datant de 1922 est un monument culturel inscrit sur la liste centrale des monuments de la République tchèque.

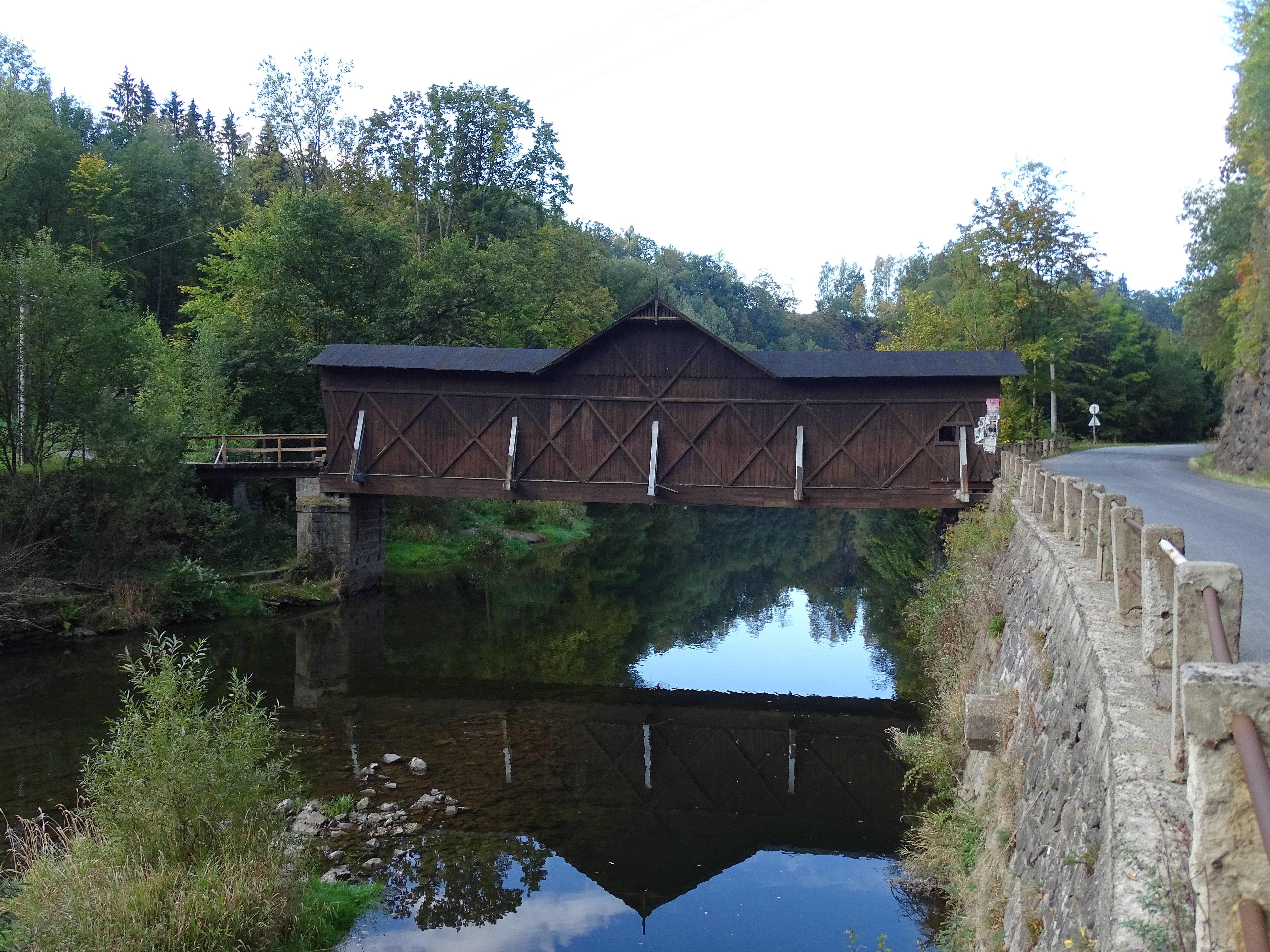
Pont en bois.

## Transports
Par la route, Bystrá nad Jizerou se trouve à 7 km de Semily, à 44 km de Liberec et à 116 km de Prague.